# Litoria biakensis
Litoria biakensis är en groddjursart som beskrevs av Günther 2006. Litoria biakensis ingår i släktet Litoria och familjen lövgrodor. IUCN kategoriserar arten globalt som otillräckligt studerad. Inga underarter finns listade i Catalogue of Life.